# Parafagocyba binaria
Parafagocyba binaria är en insektsart som beskrevs av Kuoh och Hu 1992. Parafagocyba binaria ingår i släktet Parafagocyba och familjen dvärgstritar. Inga underarter finns listade i Catalogue of Life.